# Mimosestes protractus
Mimosestes protractus är en skalbaggsart som först beskrevs av Horn 1873.  Mimosestes protractus ingår i släktet Mimosestes och familjen bladbaggar. Inga underarter finns listade i Catalogue of Life.